# Рабровска река
Рабровска река (Rabrovska Reka) е река в Северозападна България, Видинска област, общини Кула и Бойница, ляв приток на река Тополовец. Дължината ѝ е 25,7 km.
Рабровска река извира на 1,2 km северозападно от село Големаново (община Кула) на 328 m н.в. под името Бойнишка река, която минава северно от село Бойница. Тече на североизток, а последните 3 km на изток се влива отляво в река Тополовец, на 87 m н.в., на 3,3 km след село Долни Бошняк.
Водосборният басейн на реката е 137 km2, което представлява 24% от водосборния басейн на река Тополовец. основни притоци: Дълбоки дол (десен), Йончов дол (ляв), Полянски дол (ляв).
В горното си течение Рабровска река се използва главно за напояване – язовир „Големаново".
От устието на реката, нагоре по левия ѝ бряг, на протежение от 12 km преминава третокласен път № 121 от Държавната пътна мрежа Иново – Бойница – Кула.
На 3 km нагоре от устието на реката, на левия ѝ бряг се намира Алботинският манастир, където църквата и жилищните помещения на монасите са издълбани в скалата. Запазени са фрагменти от стенописи от 14 век.

## Топографска карта
- Лист от карта L-34-142. Мащаб: 1 : 100 000.
- Лист от карта K-34-9. Мащаб: 1 : 100 000.
- Лист от карта K-34-10. Мащаб: 1 : 100 000.